# Andreï Karlov
Pour les articles homonymes, voir Karlov.
Andreï Guennadievitch Karlov (en russe : Андрей Геннадьевич Карлов), né le 4 février 1954 à Moscou, en Russie soviétique, et mort assassiné le 19 décembre 2016 à Ankara, en Turquie, est un diplomate russe.
Après avoir été directeur du service consulaire du ministère des Affaires étrangères de Russie, il est nommé ambassadeur de Russie en Turquie en 2013 et occupe ce poste jusqu'à son assassinat.

## Biographie
En 1976, Andreï Karlov est diplômé de l'Institut d'État des relations internationales de Moscou. Cette même année, il rejoint le service diplomatique de l'Union soviétique. En 1992, il est diplômé de l'Académie diplomatique du ministère des Affaires étrangères de la fédération de Russie. Il parle couramment le coréen et, de 2001 à 2006, a servi comme ambassadeur russe en Corée du Nord. En 2009, après avoir été vice-directeur du service consulaire du ministère des Affaires étrangères pendant deux ans, il en devient directeur et coordonne ainsi les missions diplomatiques de la Russie dans cent quarante-six pays. Il est nommé ambassadeur en Turquie en 2013,,.
Andreï Karlov était marié et père d'un enfant.

### Assassinat
Le 19 décembre 2016, Andreï Karlov meurt tué par balles lors d'une exposition photo intitulée La Russie vue par les Turcs à Ankara,. Dans le contexte du soutien de la Russie au gouvernement du président syrien Bachar el-Assad dans la guerre civile syrienne, l'assassin, Mevlüt Mert Altıntaş, un policier de vingt-deux ans en habit civil, clame en arabe des paroles de chant djihadiste « Nous sommes ceux qui ont voué allégeance à Mohamed pour le djihad jusqu’à notre dernière heure » et ajoute en turc « N'oubliez pas Alep, n'oubliez pas la Syrie ! […] Dieu est grand ! ». L'assassinat est rapidement condamné par (entre autres) le président français François Hollande, le ministre de l'Intérieur allemand Thomas de Maizière et le secrétaire d'État des Affaires étrangères et du Commonwealth Boris Johnson, ainsi que par un porte-parole du département d'État des États-Unis. Le président turc Recep Tayyip Erdoğan s'entretient au téléphone avec son homologue russe Vladimir Poutine et indique à la presse qu'il souhaite renforcer la coopération des deux pays dans la lutte contre le terrorisme.
Le 2 avril 2018, le gouvernement turc impute la responsabilité du meurtre au prédicateur en exil Fethullah Gülen - à qui il imputait déjà le putsch raté de 2016 - et émet un mandat d'arrêt contre Gülen et sept autres personnes en les accusant d'avoir commandité l'assassinat.